# Marie-Immaculée de Habsbourg-Toscane
Pour les articles homonymes, voir Marie-Immaculée de Habsbourg-Toscane (1878-1968).
L'archiduchesse Marie-Immaculée de Habsbourg-Toscane (9 septembre 1892 - 3 septembre 1971) est la fille de l'archiduc Léopold Salvator de Habsbourg-Toscane et de l'infante Blanche de Bourbon. Elle est un membre de la branche toscane de la maison de Habsbourg-Lorraine. Après la chute de l'empire austro-hongrois, elle vit en exil, d'abord à Barcelone et des années 1930 jusqu'à la fin de sa vie en Italie. En 1932, elle épouse un aristocrate italien, Igino Neri-Serneri. Le couple reste sans enfant.

## Jeunesse

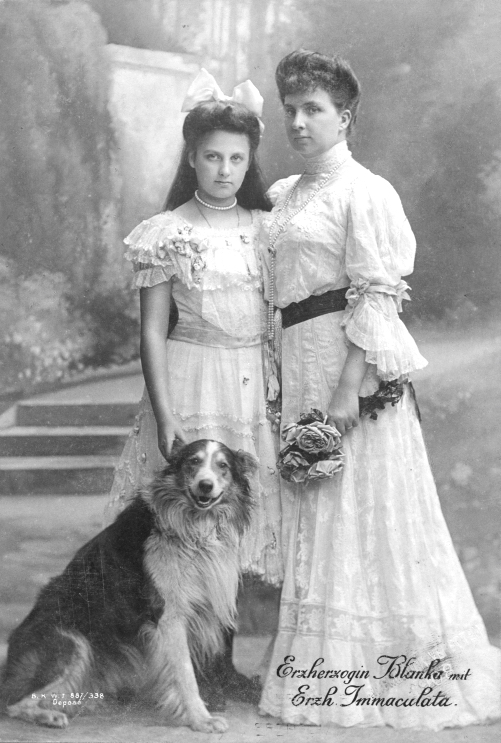
L'archiduchesse Marie-Immaculée et sa mère Blanche en 1908.

L'archiduchesse Marie-Immaculée est née le 9 septembre 1892 à Lemberg, en Galice, alors partie de l'Empire austro-hongrois. Elle est la deuxième des dix enfants de l'archiduc Léopold Salvator de Habsbourg-Toscane (1863-1931) et de Blanche de Bourbon (1868-1949). Elle est baptisée María Immaculata Karoline Margarethe Blanka Leopoldine Beatrix Anna. Appelée "Mac" au sein de sa famille, elle a reçu le nom de Marie Immaculée en l'honneur de sa grand-mère paternelle, la princesse Marie-Immaculée de Bourbon-Siciles, décédée en 1899.
L'archiduchesse grandit dans la dernière période de l'empire austro-hongrois. Son père, qui fait carrière dans l'armée, est également un inventeur avec un certain nombre de brevets militaires sous son nom. Sa mère, fille aînée de Charles, duc de Madrid, prétendant carliste au trône d'Espagne, est la force dominatrice de la famille.
L'archiduchesse Marie-Immaculée est éduquée avec ses sœurs Dolores et Marguerite. Les trois sœurs, très proches en âge, ont toutes un penchant artistique  Marie-Immaculée est l'intellectuelle de sa famille. Suivant la tradition des Habsbourg, elle est passionnée de musique, jouant de divers instruments. C'est une pianiste hors pair . En plus de son allemand maternel, elle apprend le français, l'espagnol, le hongrois et l'italien. Marie-Immaculée est une jeune fille timide et réservée .
Sa famille est riche et l'archiduchesse est élevée dans le luxe et la splendeur. Ils vivent entre le Palais Toskana à Vienne et le Schloss Wilhelminenberg à la campagne. Les vacances sont passées en Italie où sa mère possède une propriété rurale près de Viareggio.
Pendant la Première Guerre mondiale, l'archiduc Léopold Salvator de Habsbourg-Toscane et ses deux fils aînés combattent dans l'armée austro-hongroise. Marie-Immaculée sert comme infirmière de la Croix-Rouge pendant le conflit .

## Exil
À la chute de la monarchie des Habsbourg, le gouvernement républicain d'Autriche confisque leurs propriétés et la famille de Marie-Immaculée perd toute sa fortune. Ses deux frères aînés, les archiducs Rainer et Léopold, décident de rester en Autriche et reconnaissent la nouvelle république. Marie-Immaculée, ses parents et ses autres frères et sœurs émigrent en Espagne. En janvier 1919, ils arrivent à Barcelone où ils s'installent pendant plus d'une décennie. Ils y vivent modestement. Au début, la famille loue une maison dans laquelle les filles partagent une chambre avec leur mère et les garçons en partagent une autre avec leur père. Le niveau de vie de la famille s'améliore grâce aux revenus provenant des brevets militaires de l'archiduc Léopold Salvator de Habsbourg-Toscane. Les bouleversements politiques en Espagne, pendant la Seconde République espagnole, poussent la famille à retourner en Autriche. Comme condition de leur retour à Vienne, ils renoncent à leurs titres royaux. Leur ancienne résidence, le Palais Toskana, avait été divisée en appartements et la famille y loue trois chambres.
Marie-Immaculée ne reste pas longtemps en Autriche . Le 14 juillet 1932 à Rome, elle épouse un aristocrate italien, Igino Neri-Serneri, patricien de Sienne (22 juillet 1891 - 1er mai 1950) . Le couple s'installe à Rome au numéro 4 de la Via di Montoro . L'archiduchesse et son mari étant tous les deux âgés de plus de quarante ans, leur mariage reste sans enfant. Pendant la Seconde Guerre mondiale, ils demeurent à Rome dans des circonstances de plus en plus difficiles . Après dix-huit ans de mariage, Igino Neri-Serneri meurt en 1950. Durant son veuvage, l'archiduchesse rejoint ses sœurs, les archiduchesses Dolores et Marguerite, à Tenuta Reale, une villa qu'elles ont hérité au décès de leur mère l'année précédente. Marie-Immaculée y vit jusqu'à sa mort le 3 septembre 1971, à 78 ans.